# Cryptonychus exiguus
Cryptonychus exiguus es una especie de insecto coleóptero de la familia Chrysomelidae.
Fue descrita científicamente en 1933 por Spaeth.